# Tickfaw
Tickfaw es una villa ubicada en la parroquia de Tangipahoa en el estado estadounidense de Luisiana. En el Censo de 2010 tenía una población de 694 habitantes y una densidad poblacional de 168,21 personas por km².

## Geografía
Tickfaw se encuentra ubicada en las coordenadas 30°34′38″N 90°29′14″O / 30.57722, -90.48722. Según la Oficina del Censo de los Estados Unidos, Tickfaw tiene una superficie total de 4.13 km², de la cual 4.13 km² corresponden a tierra firme y (0%) 0 km² es agua.

## Demografía
Según el censo de 2010, había 694 personas residiendo en Tickfaw. La densidad de población era de 168,21 hab./km². De los 694 habitantes, Tickfaw estaba compuesto por el 75.22% blancos, el 13.69% eran afroamericanos, el 0.43% eran amerindios, el 0.29% eran asiáticos, el 0% eran isleños del Pacífico, el 8.5% eran de otras razas y el 1.87% pertenecían a dos o más razas. Del total de la población el 14.41% eran hispanos o latinos de cualquier raza.